# Groene Delle
De Groene Delle is een natuurgebied in Hasselt en Lummen. Het is een gebied van 100 ha tussen de autosnelweg E313 Hasselt-Antwerpen, opengesteld in 1962, het industriegebied van Lummen en Heusden-Zolder (Viversel), het Albertkanaal, aangelegd in de jaren 1930 en de westelijk meest afgelegen bewoning van Stokrooie (Hasselt) langs de Waterlozestraat en de Beuzestraat, met als bekendste de romantische tuin van Dina Deferme. Iets meer noordelijk, aan de overzijde van het Albertkanaal, bevindt zich het autocircuit 'De Omloop van Terlamen'. Midden in het gebied is destijds voor grondwinning bij de aanleg van de autosnelweg een put ('t koët) gegraven die nu een waterplas vormt met een oppervlakte van 8 ha. Met de naam wordt verwezen naar een ‘del’ wat een komvormige laagte in het landschap is.
Langs de oostzijde loopt de Voortbeek door het gebied. Zij komt aan de overzijde van het Albertkanaalkanaal uit de samenvloeiing van de Laambeek die van de vijvers van Terlamen in Bolderberg komt en de Bolderbergbeek die uit de vijvers komt waartoe het Heidestrand in Zonhoven behoort en zich in Bolderberg rond het woonzorgcentrum Bocasa slingert. Via de Steenlaak mondt de Voortbeek nabij de grens tussen Schulen en Lummen uit in de Demer.
Tot waar nu ’t koët ligt, waren de kasteelbossen behorend bij het Kasteel Saint-Paul, tot voor kort een sterrenrestaurant aan de overzijde van de autosnelweg, het voormalige jachtslot van de Hasseltse jeneverstokersfamilie Jacobs-Stellingwerff daterend van omstreeks 1850.
Langs de noordelijke rand van het gebied loopt een opgehoogd bospad met de langste straatnaam in Hasselt: "Dijk tussen Lummen en Bolderberg". Ook al is dat aan het pad niet te zien, de weg is tussen de rooilijnen 18 meter breed. Een deel van de weg is onrechtmatig ingenomen door een bedrijf en zelfs al eens verkocht zonder dat het eigendom was! Deze weg is een stuk van de verbindingsweg die in de 18e eeuw moest aangelegd worden tussen Stokkem aan de Maas en Lummen aan de Demer. Goederen zouden zo per kar tot aan de Demer vervoerd worden en dan op een platboomd vaartuig verder naar Antwerpen of in omgekeerde richting.
Het waardevolle natuurgebied bevat een rijke flora en fauna en vormt het natuurlijke verbindingsgebied tussen de vijvergebieden van Bolderberg en Zonhoven enerzijds en de Demervallei en het Schulensbroek anderzijds. Zulke verbindingen zijn belangrijk voor de verspreiding en dus ook het voortbestaan van verschillende dier- en plantensoorten. Het schraal moeraslandschap dat zich hier gevormd heeft is van groot belang voor zeldzame soorten als oeverkruid, waterteunisbloem en wilgfonteinkruid. Er leven Europees beschermde soorten vleermuizen. Men treft er trilvenen aan, mosrijke op het water drijvende plantenmatten.
Wandelwegen voor bewegwijzerde wandelroutes doorkruisen het gebied, onder meer rond de waterplas die een omtrek heeft van 1.350 meter. De begroeiing bestaat voornamelijk uit eiken en berken, deel uitmakend van een eeuwenoud zomereiken- en berkenbos en een vijvergebied dat reeds in de 13de eeuw werd ontwikkeld. Van eiken zijn takken afgezaagd om te dienen als omheiningspalen en ook als brandhout en zij kregen bij het verder groeien grillige vormen.
De Groene Delle kwam begin maart 2018 in opspraak door het bekendmaken van de plannen om het industriegebied van Lummen en Heusden-Zolder in het natuurgebied uit te breiden op Hasselts grondgebied met een zone van ongeveer 400 meter breed en een lengte van 700 meter langs het Albertkanaal.